# الشعلانية
الشعلانية هي قرية في منطقة حائل ضمن نطاق محافظة بقعاء إدارياً في المملكة العربية السعودية، وتحيط بها مزارع ومشاريع زراعية من كل الجهات تقريباً.

## الموقع الجغرافي
تقع الشعلانية في شرق مدينة حائل وتبعد عنها 100كم، و 20كم جنوب مدينة بقعاء. ويوجد بقربها بعض القرى الأخرى مثل الجثياثة والناصرية، وترتبط معها بطرق معبدة.